# Xyris columbiana
Xyris columbiana är en gräsväxtart som beskrevs av Gustaf Oskar Andersson Malme. Xyris columbiana ingår i släktet Xyris och familjen Xyridaceae. Inga underarter finns listade i Catalogue of Life.